# دهستان ماربین سفلی
دهستان ماربین سفلی یکی از دهستان‌های شهرستان خمینی‌شهر در استان اصفهان ایران است که در بخش مرکزی شهرستان خمینی‌شهر قرار دارد.

## جمعیت
براساس سرشماری مرکز آمار ایران در سال ۱۳۹۵، دهستان ماربین سفلی خالی از سکنه بوده‌است.